# Камские заводы
Ка́мские заво́ды — обобщённое наименование Ижевского (ныне Концерн «Калашников» и Ижсталь) и Воткинского (ныне Воткинский завод) железоделательных и оружейных заводов, построенных под руководством графа П. И. Шувалова в XVIII веке на реках бассейна Камы.
Строительство Камских заводов в 1750-х годах стало важной вехой индустриального освоения территории Удмуртского Прикамья и русской колонизации края.

## История

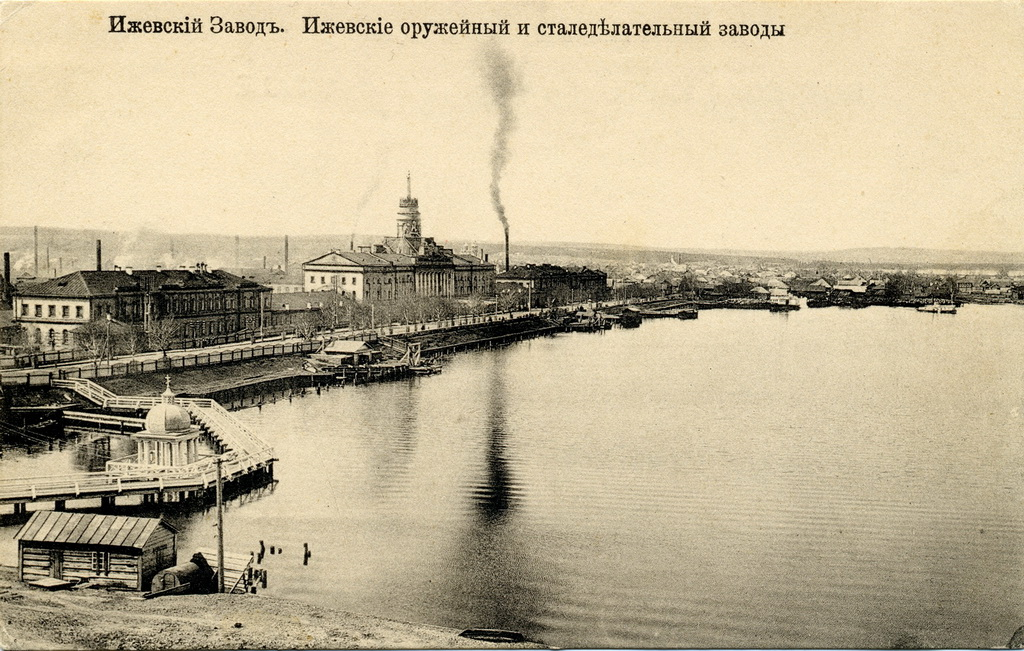
Ижевский оружейный и сталеделательный заводы. Около 1916 года

В 1754 году указом Елизаветы Петровны её фавориту графу П. И. Шувалову были на выгодных условиях (оплата из казны расходов в первый год работы и беспроцентный кредит с возвратом через 20 лет) переданы Гороблагодатские заводы с требованием увеличить производство металла. 15 сентября 1757 Шувалов получил от Берг-коллегии разрешение на постройку трёх молотовых заводов: двух в Казанской губернии на реках Вотке и Частой и одного в Уфимской провинции на реке Кутмасе. Из этих заводов был построен только один — на Вотке, вместо двух других Шувалов построил Ижевский завод, в 70 верстах к юго-западу от первого. Решение строить два новых завода для переработки гороблагодатского чугуна в районе Камы на Иже и Вотке было принято ввиду того, что на Урале в то время уже ощущался дефицит топливных и водных ресурсов. Доставлять чугун планировалось по рекам Чусовой и Каме.
Оба завода строились под руководством А. С. Москвина и, наряду с Гороблагодатскими, Пермскими и Богословскими, входили в состав Гороблагодатского горного округа графа Шувалова. На постройке обоих заводов, сооружении плотин (Воткинского и Ижевского прудов) для обеспечения тягловой силы вращения приводных колёс механизмов были заняты приписные крестьяне из близлежащих поселений и мастеровые с Гороблагодатских заводов. П. С. Паллас, посетивший Камские заводы в 1769—1770 годах, отметил наличие обширных лесных дач, удачное расположение заводов, их высокую организованность и порядок, указывая на заслуги Москвина в этом.
Строительство Камских заводов стало важной вехой индустриального освоения территории Удмуртского Прикамья и русской колонизации края.
Указом Сената от 20 октября 1757 года к Камским заводам было разрешено приписать 4160 государственных крестьян. Приписка началась зимой 1757—58 годов, когда за заводами были закреплены крестьяне ближайшей Сивинской волости. Затем область приписки была расширена на более отдалённые волости, вплоть до селений около Елабуги. Приписке подвергались только трудоспособные мужчины русской национальности в возрасте от 15 до 60 лет. Производили её присланные из Казанской губернской канцелярии офицеры с отрядами солдат, требовавшихся для принуждения крестьян. Насильственные меры приводили к возникновению очагов крестьянских волнений, для подавления которых граф Шувалов обращался к императрице за поддержкой. В ответ Елизавета Петровна издала указ от 12 февраля 1761 года, по которому Гороблагодатские и Камские заводы передавались Шувалову в собственность, а приписанные к заводам крестьяне были закреплены за заводами и могли быть переселены по усмотрению владельца.
Производство на Воткинском заводе было запущено в 1759 году, на Ижевском заводе — в 1760 году.
В конце 1762 года Екатерина II направила на Урал специальную комиссию под руководством князя А. А. Вяземского для решения проблемы с бунтующими крестьянами. Часть бунтовавших крестьян к тому времени уже находились в тюрьмах (из 55 осуждённых за организацию бунтов в феврале 1763 года в тюрьме находились 12 человек). Вяземский сослал на каторгу двоих, остальных освободили, наказав некоторых из них кнутом. Затем он организовал приём жалоб от крестьян через выборных представителей, устранил жёсткое закрепление крестьян за конкретным заводом и ввёл открепление крестьян на периоды полевых работ. Также Вяземский жёстко наказывал взяточников на заводах, усугублявших положение крестьян. Однако же эти шаги не позволили Вяземскому окончательно успокоить крестьян, волнения которых вылились в итоге в поддержку Крестьянской войны.
На Камских заводах Вяземский впервые использовал практику оплаты труда приписных крестьян. Екатерина II своим указом от 9 апреля 1763 года рекомендовала эту практику на все предприятия. Впоследствии часть указаний была ею же отменена. В октябре 1764 года была восстановлена практика отработки подушной подати на заводах и право заводского начальства судить и наказывать крестьян. Указом 1765 года помещикам разрешили ссылать крестьян на каторгу по своему усмотрению, а законом 1767 года ссылкой на каторгу наказывалась любая жалоба крестьянина на помещика.
По переписи 1764 года, на Камских заводах числилось более 1,3 тыс. человек обоего пола. В том числе переселенцы с Уральских заводов учитывались отдельно: 175 мужчин и 154 женщины. В 1777—1778 годах на Воткинском заводе числилось 380 рабочих, на Ижевском — 330.
После смерти графа Шувалова в 1763 году Камские заводы вместе с накопившимися к тому времени долгами были переданы в казну под управление Берг-коллегии. Для управления заводами была учреждена Главная контора Камских заводов. С 1782 по 1896 год заводы находились в ведении Вятской казённой палаты. В этот период происходило падение объёмов производства и отток кадров. Горные офицеры стремились перейти на гражданскую службу, как лучше оплачиваемую. В 1796 году заводы вновь переданы Берг-коллегии.
В 1799 году Камские заводы были обследованы комиссией Екатеринбургского управления горными заводами. В отчёте комиссии было указано, что на заводах применялось то же оборудование, что и 50 лет назад, а технические усовершенствования, внедрённые к тому времени на частных предприятиях, не были применены на казённых Камских заводах. Помещения и оборудование заводов были ветхими и продолжительное время не ремонтировались.
В 1801 году было создано Гороблагодатское горное начальство, а начальником Гороблагодатских, Камских, Пермских заводов был назначен А. Ф. Дерябин.
Через три года после обследования, в 1802 году, Камским заводам выделили средства на постройку каменных зданий: двух на Ижевском заводе — для кричного и якорного производств, и двух на Воткинском — для якорного и кузнечного производств.
В 1807 году Ижевский завод с подачи А. Ф. Дерябина был перепрофилирован в оружейный, а 28 октября 1808 года передан в ведение Военного министерства. Эту дату условно считают окончанием совместной истории Камских заводов, которые в дальнейшем развивались независимо друг от друга. В 1809 году Главная контора Камских заводов была окончательно упразднена.
В 1830-х годах на Воткинском заводе было налажено судостроение, позднее, в 1860—70-х годах — производство паровозов. Переход в 1861 году от крепостного труда к вольнонаёмному привёл к увеличению себестоимости продукции завода. Сокращение заказов на якоря привело к передаче их производства 1870-е годы на Ижорский завод; производство артиллерийских орудий было перенесено на Пермские пушечные заводы. Это привело к необходимости освоения других производств в соответствии с имевшимся спросом. Отрицательно сказывалась удалённость предприятия от большой судоходной магистрали: продукцию завода грузили на баржи в заводском пруду и транспортировали по Сиве до Камы. Только в 1896 году завод был соединён железнодорожной веткой со станцией Галёво на Каме. 1871—1873 годах в Воткинске освоили прокат рельсов, но прекратили производство в силу низкой рентабельности. В 1880 году Воткинский завод произвёл свыше 170 пар станин для лафетов артиллерийских орудий, с 1885 года началось изготовление железнодорожных скреплений, с 1891 года — конструкций железнодорожных мостов для Транссиба.
Крепостное право на Ижевском заводе было отменено позже других заводов по особому «Положению о перечислении в гражданское ведомство приписанных к Ижевскому оружейному заводу людей» от 22 ноября 1866 года. 15 января 1867 года вступило в силу арендное управление заводом, формально утверждённое в октябре 1865 года. Рабочие получили свободу, но за арендатором закреплялось право вмешательства в общественную жизнь при угрозе безопасности завода. Отмена крепостного права сопровождалась массовым уходом рабочих с завода. Количество рабочих сократилось с 4125 человек в начале 1867 года до 2673 человек в конце этого же года.

## Технология

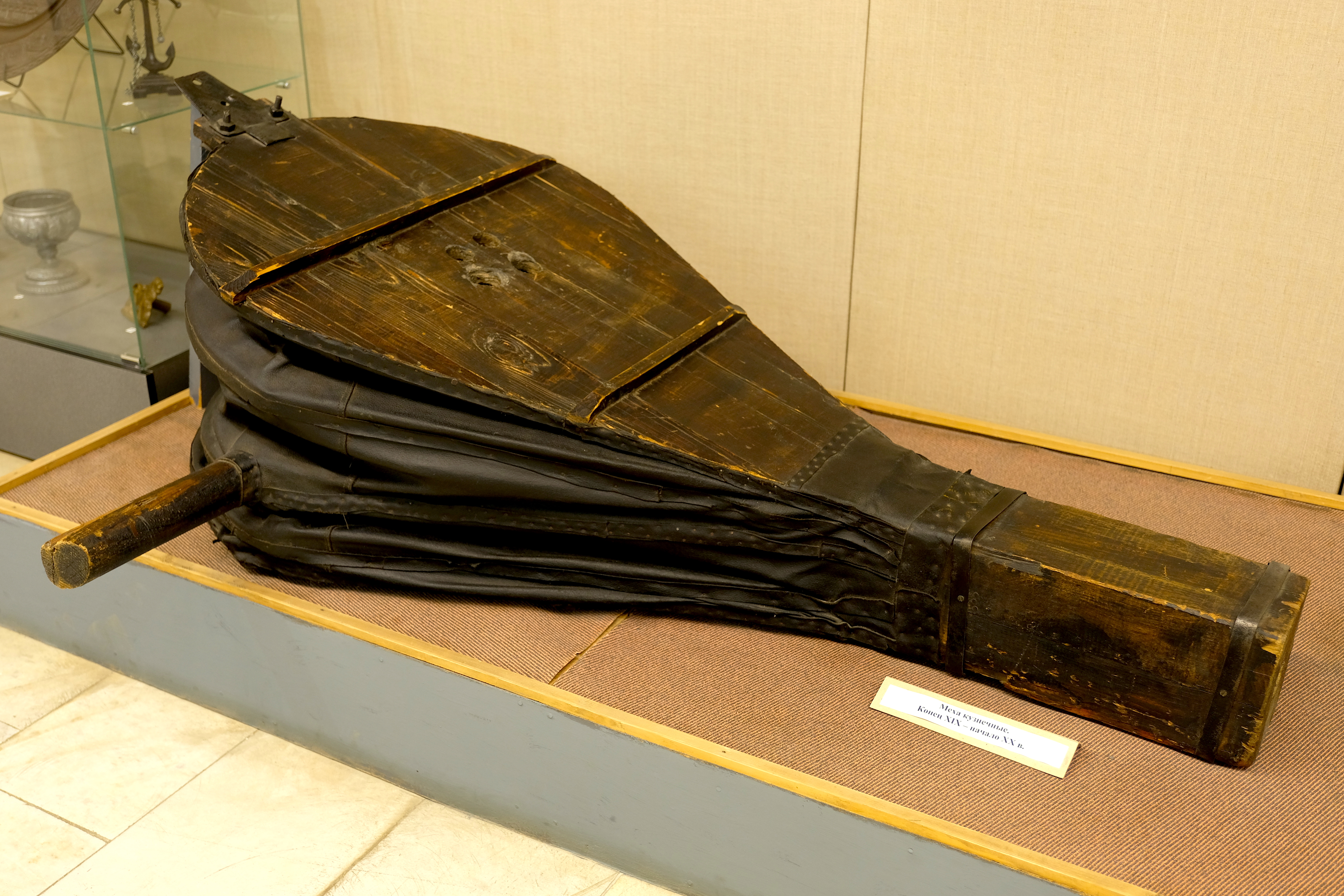
Кузнечные мехи в национальном музее им. К. Герда в Ижевске

Чугун для переработки на Камских заводах доставлялся с Гороблагодатских заводов и визуально, поскольку химического анализа в то время не проводилось, сортировался по типам. Для выделки железа предпочитался серый чугун. При производстве крицы применялись ломы, лопаты, крюки, мастерские и тягальные клещи, топоры, балда, железные ковши, клюшки, тележки для подвозки крицы к наковальному молоту. Плавка осуществлялась в кричных горнах, которые выкладывались чугунными плитами. Нижняя плита имела водяное охлаждение, по бокам горн обкладывался огнестойким кирпичом. Длина одинарного горна составляла 240 см, ширина — 213 см, двойного соответственно: 442 см и 360 см, при глубине 30—35 см. Высота трубы достигала 15 метров. Каждый горн снабжался двумя воздушными фурмами для подачи воздуха. На Воткинском заводе в 1790-х годах было 32 горна (в том числе 10 одинарных и 11 двойных в кричной фабрике, остальные — в других помещениях). Практика выплавки стали на Воткинском заводе, где сталь производилась более успешно и качественно, чем на Ижевском, показала необходимость постройки менее глубоких горнов, с установкой фурм ближе ко дну и подачей воздушной струи меньшего расхода.
Для получения кричного железа на дно горна клали слой угля, поверх которого насыпался железистый шлак. Уголь поджигался, после чего укладывались куски чугуна с добавлением железного лома, сверху снова добавлялся слой угля. С помощью мехов, приводившихся в действие от водяного колеса, обеспечивалась подача воздуха. Под воздействием кислорода воздуха и твёрдых окислителей шёл процесс выгорания углерода, кремния и других примесей чугуна. На дне горна постепенно скапливалось восстановленное железо в виде губчатой, тестообразной крицы с включениями шлака. Крицу разделяли на куски и проплавляли ещё несколько раз. При этом из металла удалялся углерод, и куски крицы в горячем состоянии проковывались кричными молотами для удаления шлаковых примесей. Угар металла достигал 20—30 %. Бригада в составе мастера, подмастерья и работника за 12-часовую смену производила до 12—13 пудов железа.
В конце XVIII — начале XIX века на Камских заводах постепенно провели модернизацию, от водяных колёс перешли к паровым, от древесного угля к каменному, внедрили тигельные печи. Требования к качеству металла со стороны обрабатывающих и машиностроительных производств постоянно возрастали. Кричный способ морально устарел и стал экономически невыгодным в первую очередь из-за больших потерь металла.
В январе 1832 года был создан особый комитет для поиска способов лучшей выделки железа и стали на Камских заводах. Комитет безуспешно работал в течение года. В 1838 году на рассмотрение Николаю I был подан проект об уничтожении Ижевского завода. Царь подписал проект, но военные органы поспособствовали сохранению завода, поскольку считалось, что железо, изготовленное в то время в Ижевске, было лучшим для использования в оружейном производстве. В 1844 году на Воткинском заводе так же безуспешно работала комиссия по исследованию ствольного железа под руководством Главного начальника Уральских заводов В. А. Глинки.

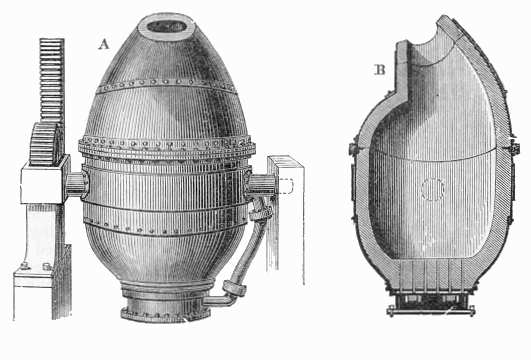
Схема бессемеровского конвертера

Для перехода к более прогрессивным методам производства металла в 1836 году на Воткинском заводе была построена первая в России пудлинговая печь. Производительность пудлинговых печей была выше тигельных, но качество оружейных стволов, изготавливаемых в Ижевске из стали Воткинского завода, значительно снизилось. В дальнейшем удалось повысить качество металла путём внедрения отопления пудлинговых печей газом от специального генератора, в котором обеспечивалось неполное сгорание дров или древесного угля. Выход металла возрос при этом на 90 %. Окончательно кричное производство на Воткинском заводе было вытеснено только в 1911 году.
Следующим этапом повышения качества выплавляемого металла стал переход в начале XIX века на двухстадийную плавку пудлинговая печь → тигельная печь на обоих заводах. В 1864 году на Воткинском заводе была построена экспериментальная печь Бессемера на 150 пудов чугуна. Опытные плавки были успешными, но дальнейшего развития не получили. В 1868 году на Воткинском заводе началось строительство первой на Урале и второй в России мартеновской печи, а первая плавка была осуществлена 18 февраля 1871 года. На Ижевском заводе мартеновская печь была построена под руководством П. А. Бильдерлинга в 1877 году.

## Объёмы производства
В первый год работы Воткинский завод произвёл 75 617 пудов железа всех сортов. На Ижевском заводе выпуск железа во второй половине 1763 года составлял 7 тысяч пудов, а в 1764 году — 17 тысяч пудов. На долю якорей в общем объёме приходилось 3 % на Воткинском заводе и 1,15 % на Ижевском. Доля полосового и сортового железа составляла 85—87 %. С 1760 по 1808 год заводы совместно произвели 8,65 млн пудов железа при среднегодовой производительности 184 тысяч пудов. В дальнейшем Ижевский завод был переориентирован на производство стрелкового оружия, а на Воткинском осваивалось производство инструментальной и листовой стали, судостроение и производство металлоконструкций.
В начале XX века объёмы производства на уже независимых друг от друга после разделения по ведомствам Камских заводах составляли:
| Завод      | Производство металла по годам (тыс. пудов) | Производство металла по годам (тыс. пудов) | Производство металла по годам (тыс. пудов) |
| ---------- | ------------------------------------------ | ------------------------------------------ | ------------------------------------------ |
| Завод      | 1914 год                                   | 1915 год                                   | 1916 год                                   |
| Ижевский   | 4286                                       | 6900                                       | 9700                                       |
| Воткинский | 1349                                       | 1420                                       | 1830                                       |

## Памятники

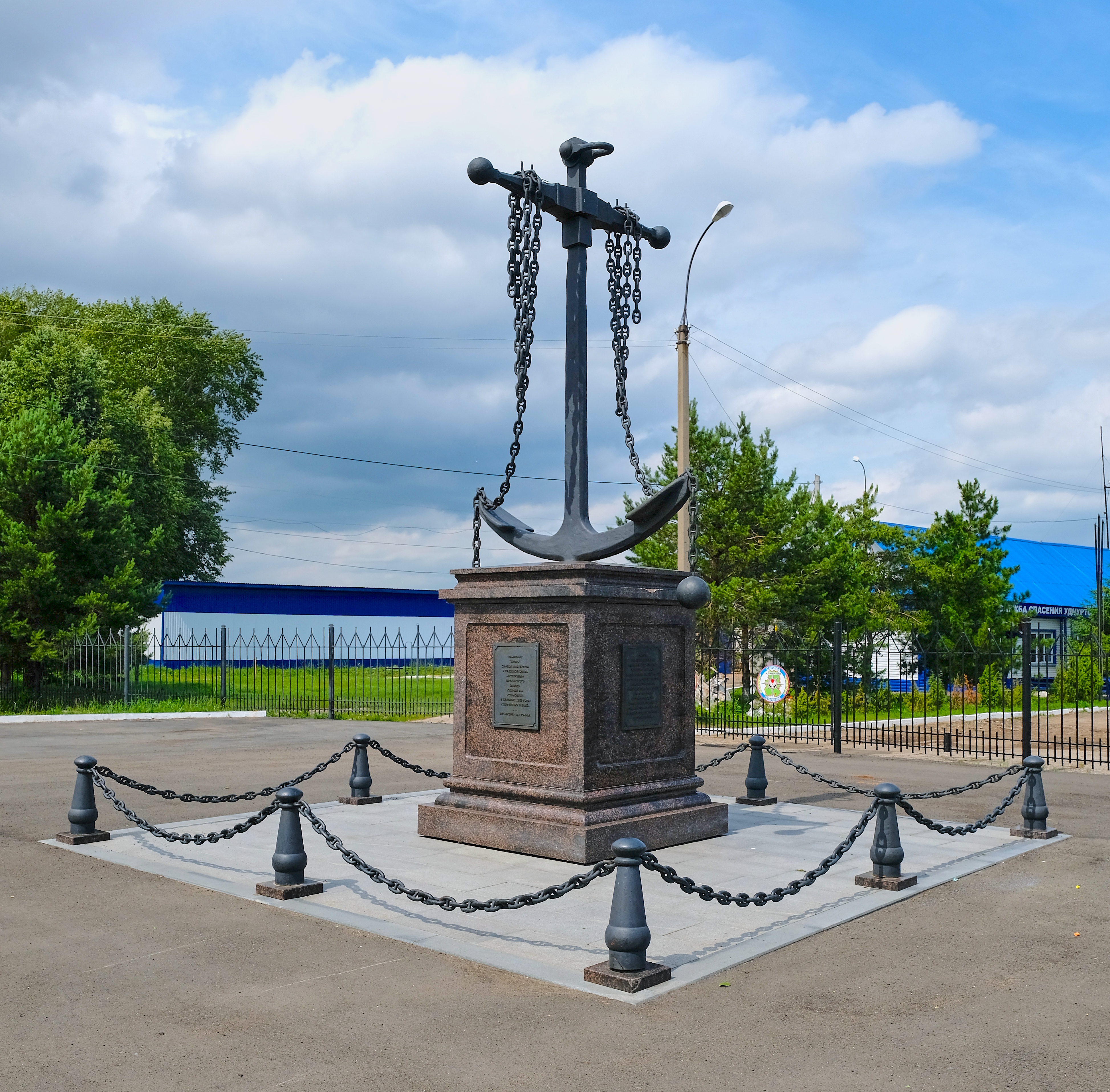
Памятник-якорь на набережной Воткинского пруда

Воткинский завод приобрёл репутацию производителя качественного металла, в том числе за счёт поставок якорей Адмиралтейству. Производство якорей составляло 10—15 тысяч пудов, что составляло до 60 % якорей, производимых на Урале. В 1850—60-х годах Воткинский завод являлся единственным отечественным поставщиком якорей военно-морскому флоту России. В 1837 году на заводе был изготовлен 167-пудовый якорь, в ковке которого поучаствовал посещавший в то время завод наследник престола, будущий император Александр II. Якорь был установлен на пьедестале на территории завода в качестве памятника в 1840 году, став первым в Удмуртии монументом (архитекторы Петенкин В. В., Романов В. И.). В 1850 году памятник-якорь перенесли на плотину, в 1930-е годы якорь был переплавлен, а в 1959 году восстановлен в новых формах. После реставрации 2012 года памятник располагается у плотины городского пруда и является одной из достопримечательностей Воткинска.
Главный корпус и плотина Ижевского оружейного завода являются памятниками архитектуры федерального значения.